# Oreste Capuzzo
Oreste Capuzzo (Rivarolo, 7 dicembre 1908 – Genova, 5 dicembre 1985) è stato un ginnasta italiano, medaglia d'oro nel concorso a squadre ai Giochi olimpici di Los Angeles 1932 insieme a Savino Guglielmetti, Mario Lertora, Romeo Neri e Franco Tognini..

## Carriera
In carriera ha partecipato a due Olimpiadi, Los Angeles 1932 (classificandosi anche quinto agli anelli, settimo negli attrezzi e dodicesimo nel corpo libero) e Berlino 1936.

## Palmarès
| Anno | Manifestazione  | Sede        | Risultato | Gara               | Prestazione | Note  |
| ---- | --------------- | ----------- | --------- | ------------------ | ----------- | ----- |
| 1932 | Giochi olimpici | Los Angeles | Oro       | Concorso a squadre | 541,850     | [ 1 ] |